# 3.ª edición de los Premios Grammy
La 3.ª edición de los Premios Grammy se celebró el 13 de abril de 1961 en Los Ángeles y Nueva York, en reconocimiento a los logros discográficos alcanzados por los artistas musicales durante el año anterior. Bob Newhart y Henry Mancini ganaron tres premios cada uno.

## Ganadores

### Generales
- Grabación del año
  - Percy Faith por "Theme from A Summer Place"
- Álbum del año
  - Bob Newhart por The Button-Down Mind of Bob Newhart
- Canción del año
  - Ernest Gold por "Theme from Exodus"
- Mejor artista novel
  - Bob Newhart

### Clásica
- Mejor interpretación clásica - Orquesta
  - Fritz Reiner (director) & Chicago Symphony Orchestra por Bartók: Music for Strings, Percussion and Celesta
- Mejor interpretación clásica - Solista vocal
  - Leontyne Price por A Program of Song - Leontyne Price Recital
- Mejor producción clásica de ópera
  - Erich Leinsdorf (director), Birgit Nilsson, Giorgio Tozzi, Jussi Björling, Renata Tebaldi & the Rome Opera Orchestra por Puccini: Turandot
- Mejor interpretación clásica - Coral (incluyendo oratorio)
  - Thomas Beecham (director) & Royal Philharmonic Orchestra & Chorus por Handel: El Mesías
- Mejor interpretación clásica - Solista de concierto o instrumental
  - Erich Leinsdorf (director), Sviatoslav Richter & Chicago Symphony Orchestra por Brahms: Concierto para piano n.º 2
- Mejor interpretación clásica -  Solista o dúo instrumental (que no sea con acompañamiento de orquesta)
  - Laurindo Almeida por The Spanish Guitars of Laurindo Almeida
- Mejor interpretación clásica - Vocal o instrumental - Música de cámara
  - Laurindo Almeida por Conversations With the Guitar
- Mejor composición de música clásica contemporánea
  - Aaron Copland (compositor y director) & Boston Symphony Orchestra por Copland: Orchestral Suite from The Tender Land Suite

### Comedia
- Mejor interpretación de comedia - Hablada
  - Bob Newhart por The Button-Down Mind Strikes Back!
- Mejor interpretación de comedia - Musical
  - Jo Stafford & Paul Weston (como "Jonathan & Darlene Edwards") por Jonathan and Darlene Edwards in Paris

### Composición y arreglos
- Mejor álbum de banda sonora o grabación de partitura de película o televisión
  - Ernest Gold (compositor) por Exodus
- Mejor arreglo
  - Henry Mancini (arreglista & artista) por Mr. Lucky

### Country
- Mejor interpretación country & western
  - Marty Robbins por "El Paso"

### Espectáculos musicales
- Mejor álbum de espectáculo (reparto original)
  - Oscar Hammerstein II, Richard Rodgers (compositores), Mary Martin & el reparto original por The Sound of Music
- Mejor álbum de banda sonora o grabación de reparto original de una película o televisión
  - Cole Porter (compositor), Frank Sinatra & el reparto original por Can Can

### Folk
- Mejor interpretación - Folk
  - Harry Belafonte por "Swing Dat Hammer"

### Hablado
- Mejor interpretación - Documental o Hablado (que no sea de comedia)
  - Robert Bialek (productor) por FDR Speaks

### Infantil
- Mejor grabación para niños
  - Ross Bagdasarian Sr. por Let's All Sing With the Chipmunks interpretado por Ross Bagdasarian Sr. como "David Seville and the Chipmunks"

### Jazz
- Mejor interpretación jazz de solista o grupo pequeño
  - André Previn por West Side Story
- Mejor interpretación jazz de grupo grande
  - Henry Mancini por Blues and the Beat
- Mejor composición jazz de más de cinco minutos de duración
  - Gil Evans & Miles Davis por Sketches of Spain